# باستيان راينهارت
باستيان راينهارت (بالألمانية: Bastian Reinhardt) من مواليد (19 نوفمبر 1975) في لودويجسلوست ، هو لاعب كرة قدم ألماني لعب في نادي هامبورغ من سنة 2003 إلى 2010 ويعمل حاليا مشرفا رياضيا ضمن الطاقم التدريبي للفريق.

## روابط خارجية
- باستيان راينهارت على موقع قاعدة بيانات كرة القدم.إي يو (الإنجليزية)
- باستيان راينهارت على موقع بيانات كرة القدم. دي إي (الألمانية)
- باستيان راينهارت على موقع عالم كرة القدم.نت (الإنجليزية)
- باستيان راينهارت على موقع كووورة